# Hōshō
Le Hōshō (鳳翔, phœnix volant) fut le premier porte-avions de la marine impériale japonaise.
Le Hōshō fut mis en service le 27 décembre 1922, devenant ainsi le premier bâtiment de guerre au monde à avoir été conçu pour remplir le rôle de porte-avions (le HMS Hermes britannique, dont la conception était antérieure à celle du Hōshō, n'entrera en service qu'en 1924).

## Conception

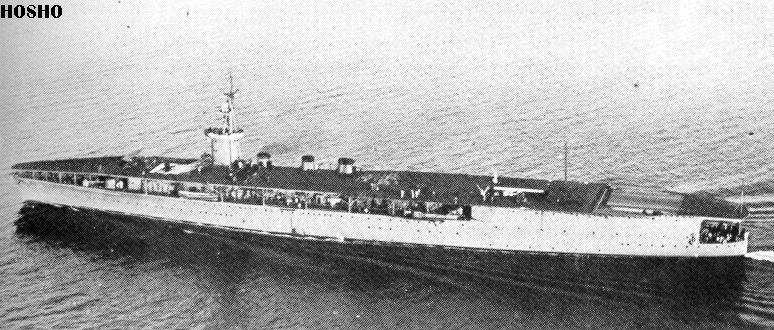
Le Hōshō pendant ses premiers essais à la mer, début 1923. L'îlot sera supprimé plus tard.

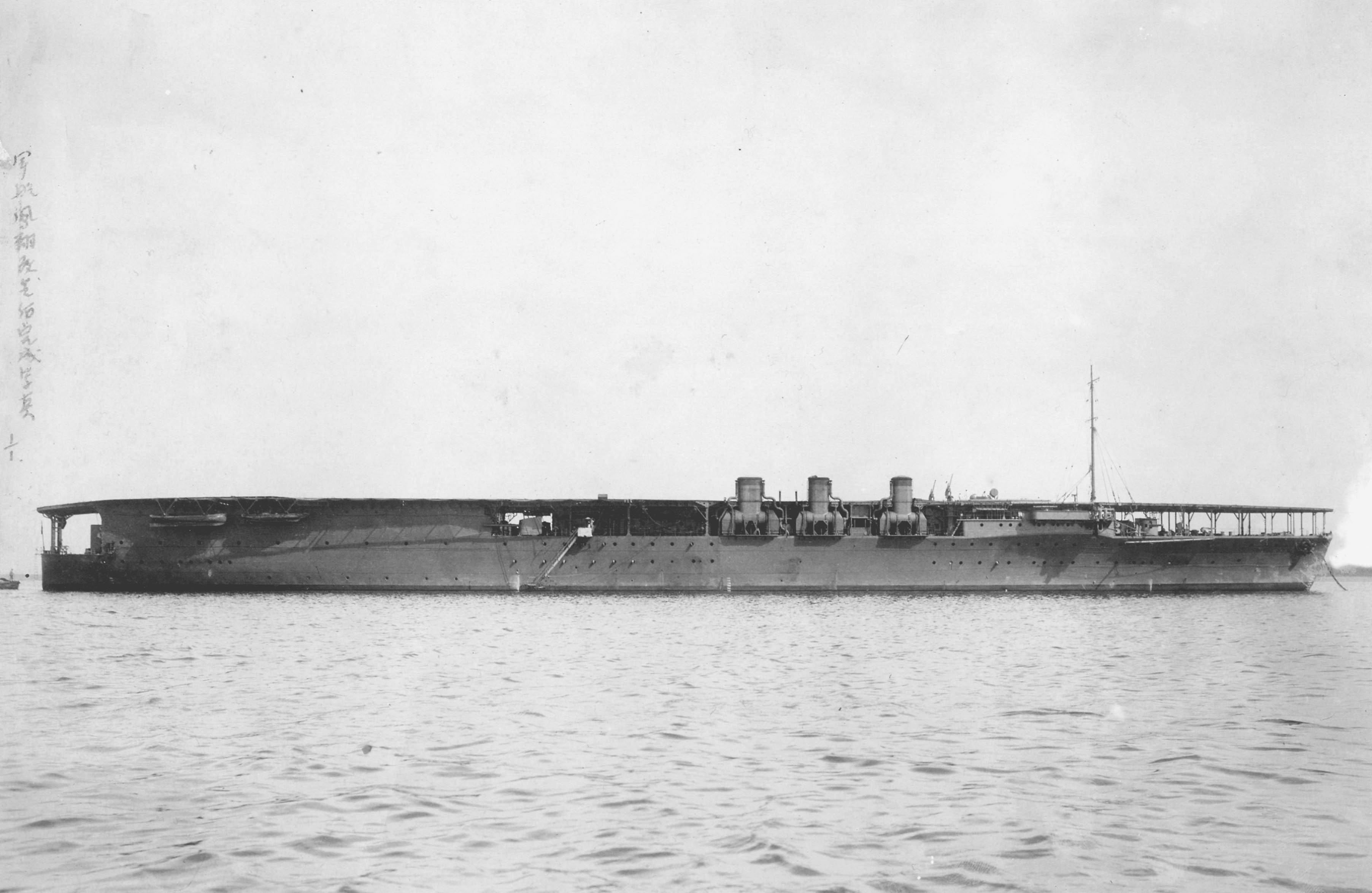
Le Hōshō en 1924 après que son îlot ait été retiré

Son dessin était basé sur une coque de type croiseur, avec un pont d'envol plongeant à l'avant pour faciliter le décollage, un îlot décalé sur tribord et trois cheminées retractables pendant les opérations aériennes. Après les essais en mer, l'îlot fut supprimé et le pont d'envol devint entièrement plat, donnant au bâtiment une silhouette caractéristique.

## Opérations
Étant le premier navire de ce type, le Hōshō fut employé intensivement afin de développer les modes opératoires de l'aéronavale japonaise.
Il prit part à la guerre sino-japonaise dès 1937, intervenant en soutien des opérations terrestres en Chine.
Quand la Seconde Guerre mondiale éclata, le Hōshō était complètement obsolète, trop petit et trop lent pour accueillir les nouveaux modèles d'appareils embarqués, comme le Mitsubishi A6M Zéro.

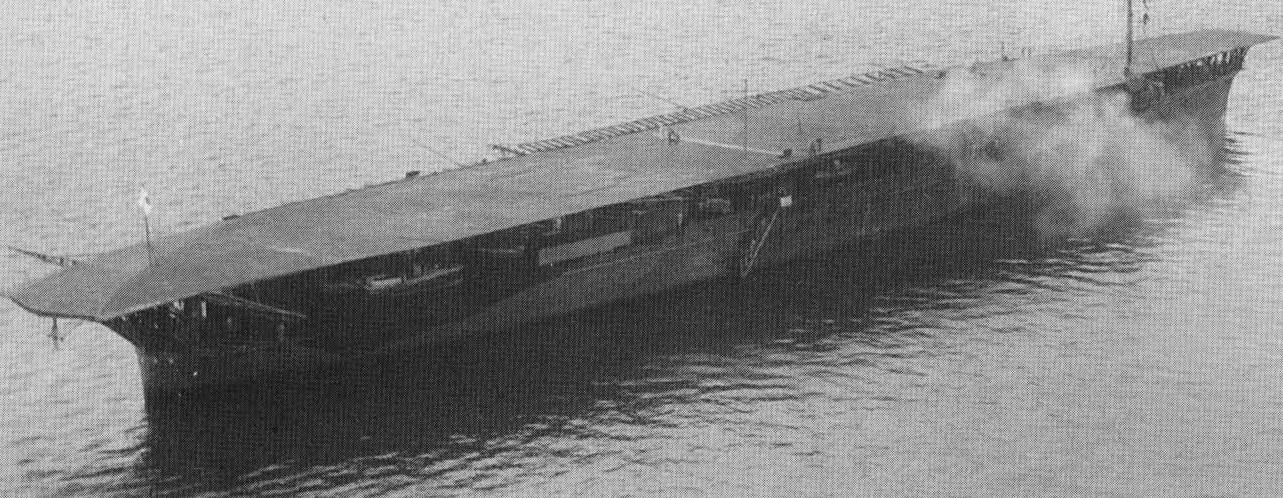
Le Hōshō avec son pont d'envol étendu et élargi, photographié en octobre 1945

Il eut un rôle modeste de couverture aérienne pendant la bataille de Midway. Par la suite, son pont d'envol fut rallongé et élargi, mais la surcharge remit en cause la stabilité du navire et ses capacités maritimes ; ne pouvant plus naviguer en haute mer, il fut relégué à un rôle de navire-école en mer intérieure de Seto après 1943.
Il fut l'un des quatre porte-avions japonais qui survécurent au conflit et fut démoli en 1947.